# Brullemail
Brullemail település Franciaországban, Orne megyében. Lakosainak száma 92 fő (2022. január 1.). Brullemail Courtomer, Ferrières-la-Verrerie, Gâprée, Saint-Léonard-des-Parcs és Merlerault-le-Pin községekkel határos.

## Népesség
A település népességének változása:
| Lakosok száma | 105  | 99   | 95   | 94   | 93   | 93   | 92   | 92   |
|               | 2013 | 2015 | 2017 | 2018 | 2019 | 2020 | 2021 | 2022 |